# Beveren
Beveren ist eine ehemalige belgische Gemeinde in der Provinz Ostflandern mit zuletzt 50.838 Einwohnern (Stand 1. Januar 2024) und einer Fläche von 150,18 km². Seit dem 1. Januar 2025 ist Beveren Teil der neuen Gemeinde Beveren-Kruibeke-Zwijndrecht. Zu Beveren gehören die Ortsteile Beveren, Melsele, Haasdonk, Vrasene, Kieldrecht, Verrebroek, Kallo und Doel.

## Geschichte
Die Gemeinde entstand nach der Neugliederung 1977, als die übrigen Ortsteile eingemeindet wurden. Seitdem gehörte sie nach der Fläche zu den größten Gemeinden Belgiens.
Beveren ist das älteste politische Zentrum im Waasland, einem Landstrich im Nordosten der Provinz Ostflandern. Erhalten sind das kleine Schloss Cortewalle aus dem 15. Jahrhundert sowie der Hof ter Saksen aus dem 18. Jahrhundert.
Im Jahr 2000 hat man im Ortsteil Doel eine hervorragend erhaltene Kogge gefunden und ausgegraben. Das 20 Meter lange und sieben Meter breite Schiff stammt aus der ersten Hälfte des 14. Jahrhunderts und ist, nach seinem Fundort, als Doeler Kogge bekannt geworden.
Am 1. Januar 2025 fusionierte Beveren zusammen mit den damaligen Gemeinden Kruibeke und Zwijndrecht zur neuen Gemeinde Beveren-Kruibeke-Zwijndrecht.

## Gemeindegliederung
| #    | Name       | Oberfläche (km²) | Einwohner (31/12/2007) |
| ---- | ---------- | ---------------- | ---------------------- |
| I    | Beveren    | 19,03            | 19.803                 |
| II   | Melsele    | 18,54            | 10.240                 |
| III  | Haasdonk   | 10,25            | 4.131                  |
| IV   | Vrasene    | 13,77            | 3.852                  |
| V    | Verrebroek | 15,82            | 1.913                  |
| VI   | Kallo      | 27,64            | 1.830                  |
| VII  | Kieldrecht | 19,50            | 3.790                  |
| VIII | Doel       | 25,61            | 359                    |

Quelle: Gemeinde Beveren

Beveren

Die Gemeinde Beveren grenzt an folgende (Teil-)Gemeinden und Distrikte:
- a. Berendrecht-Zandvliet-Lillo (Antwerpen)
- b. Distrikt Antwerpen
- c. Zwijndrecht
- d. Burcht (Zwijndrecht)
- e. Kruibeke
- f. Bazel (België) (Kruibeke)
- g. Temse
- h. Sint-Niklaas
- i. Nieuwkerken-Waas (Sint-Niklaas)
- j. Sint-Gillis-Waas
- k. Meerdonk (Sint-Gillis-Waas)
- l. Nieuw-Namen (Hulst in den Niederlanden)

## Wirtschaft

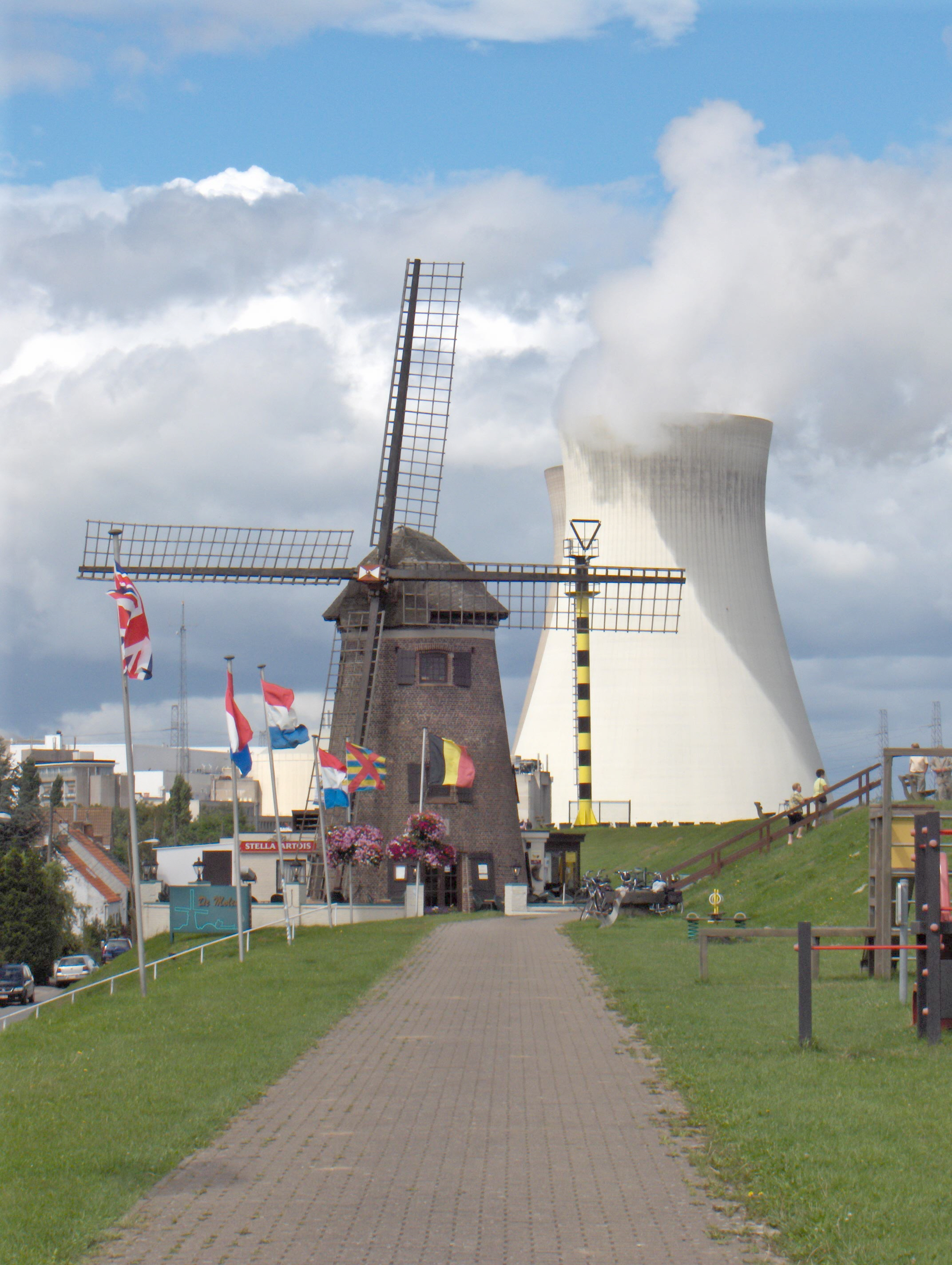
Mühle aus dem 17. Jh. und Kernkraftwerk

Im Norden der Gemeinde befindet sich am linken Scheldeufer ein großer Teil des Antwerpener Hafens, unter anderem der Deurganckhaven, Antwerpens größtes Container-Terminal, etwa dem Container-Terminal Hamburg-Altenwerder vergleichbar.
Auf dem Gebiet des Ortsteils Doel steht ein Kernkraftwerk mit vier Reaktoren, das von 1969 bis 1985 errichtet wurde. Doel selbst sollte für eine Erweiterung des Antwerpener Hafens vollständig abgerissen werden, an dieser Stelle sollte ein neues Dock gebaut werden. Zwischen den letzten Einwohnern Doels und der Regierung war deswegen eine harte Auseinandersetzung entbrannt. 2022 beschloss die flämische Regierung den Fortbestand des Ortes.

## Gemeinderat

### Sitzverteilung
- - CD&V/N-VA: 18 Sitze
  - VLD: 3 Sitze
- Opposition: 14 Sitze
  - Vlaams Belang: 4 Sitze
  - Kartelpro: 5 Sitze
  - Onafhankelijken: 5 Sitze (= aus Vlaams Belang ausgetretene Abgeordnete)

### Ergebnisse der Gemeinderatswahlen 2006
1. CD&V/N-VA: 44,38 % (+ 5,1)
2. Vlaams Belang: 27,1 % (+ 7,1)
3. Kartel.pro (sp.a-Spirit-Groen): 18,41 % (+ 18,4)
4. VLD: 10,11 % (− 18,6)

### Ergebnisse der Gemeinderatswahlen 2000
1. CVP tegenwoordig CD&V: 39,2 % (ex-burgemeester François Smet en burgemeester Marc van de Vijver)
2. VLD.VU.A tegenwoordig VLD: 29,62 %
3. Vlaams Blok tegenwoordig Vlaams Belang: 19,96 %
4. SP tegenwoordig sp.a: 9,51 %
5. Vivant: 1,64 %

## Verkehr
Sowohl mit der Eisenbahn als auch auf der Straße ist Beveren gut zu erreichen. Zwei Bahnhöfe, Beveren und Melsele entlang der Bahnlinie 59 Gent–Antwerpen, verbinden Beveren mit den großen Städten. Früher gab es mit dem Bahnhof Haasdonk auch noch einen dritten, der mittlerweile jedoch geschlossen wurde.
Aus Antwerpen führt die Antwerpener Straßenbahnlinie 3 bis zur Krijgsbaan in Melsele.

## Sport
- Der Fußballverein Waasland-Beveren (Nachfolgeverein des KSK Beveren) spielt in der ersten Belgischen Liga.
- Tanzverein Step by Step
- Tanzverein Eclips
- Tanzgruppe Levensvreugd
- Tanzgruppe De Zonnebloem
- Fußballverein F.C. Bosdam Beveren
- Althetikverein Volharding
- Volleyballverein KVB Beveren
- Volleyballverein Asterix Avo Beveren

Der Coupe Egide Schoeters (Egide-Schoeters-Cup/niederländisch: Schaal Egide Schoeters) ist ein belgisches Radrennen, das jedes Jahr im Juli in Beveren in der Provinz Ostflandern ausgetragen wird. Das Rennen wurde 1957 ins Leben gerufen.
Der Name ist eine Hommage an Egide Schoeters, eine ehemalige belgische Politikerin, die 1956 verstarb.

## Persönlichkeiten
- Veronique Belleter, Weltmeisterin im Radrennsport der Frauen
- Maarten Bosmans, Schauspieler
- Paul Bourdiaudhy (* 1948), Jazzmusiker
- Gerard Buyl, Radrennsportler
- Maximiliano Caufriez (* 1997), Fußballspieler
- Soetkin Collier, Sängerin (u. a. bei Laïs und Urban Trad)
- Dominique Cornu (* 1985), Radrennsportler und Weltmeister im Zeitfahren
- Danzel (* 1976), Sänger (sein echter Name ist Johan Waem)
- Eline De Munck, Schauspieler und Sängerin
- Gérard De Paep, Arzt und Senator
- Kamiel D'Hooghe (1929–2021), Organist
- Danni Heylen, Schauspieler
- Jonas Ivens, Fußballer
- Jean Janssens, Fußballer
- Leo Mets, Autor
- Jan Miel (1599–1663), Kunstmaler
- Jean-Marie Pfaff (* 1953), Fußballer (Torwart)
- Simon Schoonvliet (1934–2006), Schreiber und Kunstmaler
- Kathleen Smet (* 1970), Triathlet
- Pascal Smet (* 1967), Minister für Jugend, Schulwesen, Gleichberechtigung und Brüssel in der flämischen Regierung Peeters II
- Piet Staut, Künstler
- Bruno Stevenheydens, Abgeordneter
- Edouard van Goethem (1873–1949), Vikar
- Julien Van Remoortere, Autor
- Brent Van Moer (* 1998), Radrennfahrer
- Wilfried Van Moer (1945–2021), Fußballer
- Philip Verheyen (1648–1710), geboren am 23. April 1648 in Verrebroek, Anatom und Chirurg in Löwen
- Davino Verhulst (* 1987), Fußballer (Torwart)
- Hilaire Marie Vermeiren (1889–1967), Ordensgeistlicher, Erzbischof von Coquilhatville